# 5 Pułk Lotniczy

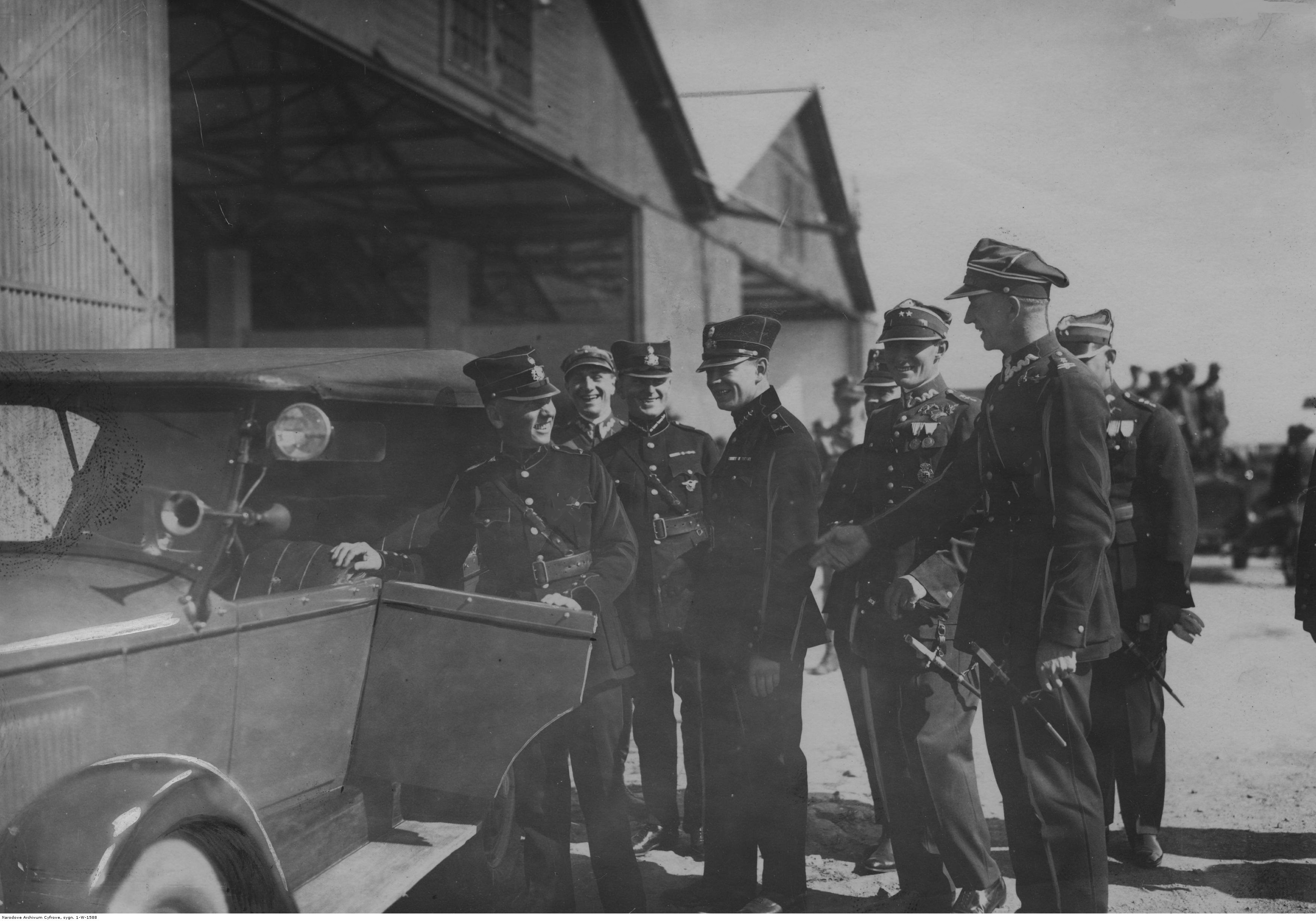
Wizyta łotewskich lotników w 5 pułku lotniczym w Lidzie. Płk Piotr Abakanowicz (1 z prawej) żegna wsiadającego do samochodu dowódcę łotewskiego

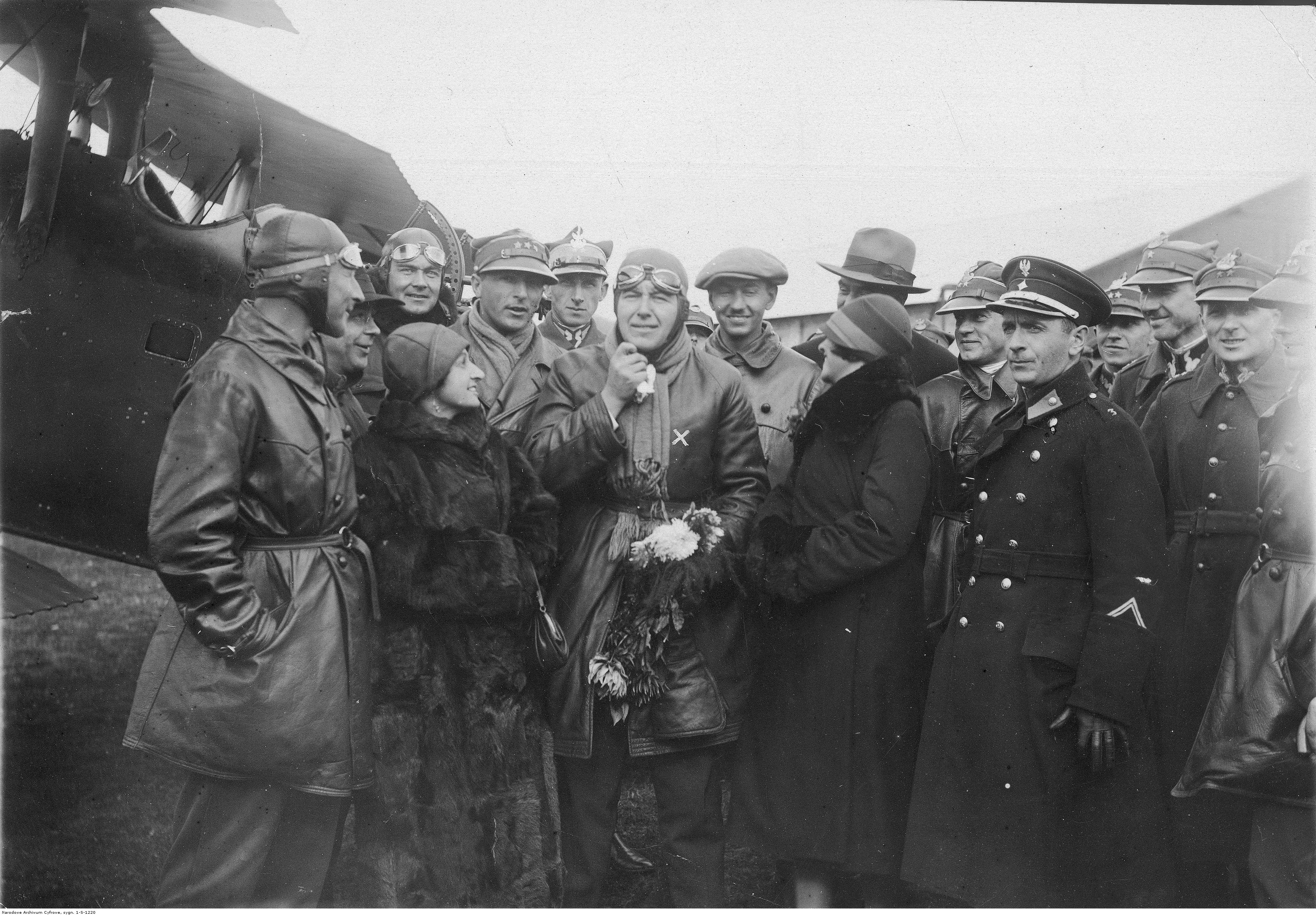
Powitanie kpt Bolesława Orlińskiego w 5 pułku lotniczym w Lidzie po jego powrocie z lotu Warszawa-Tokio; 1926 r.

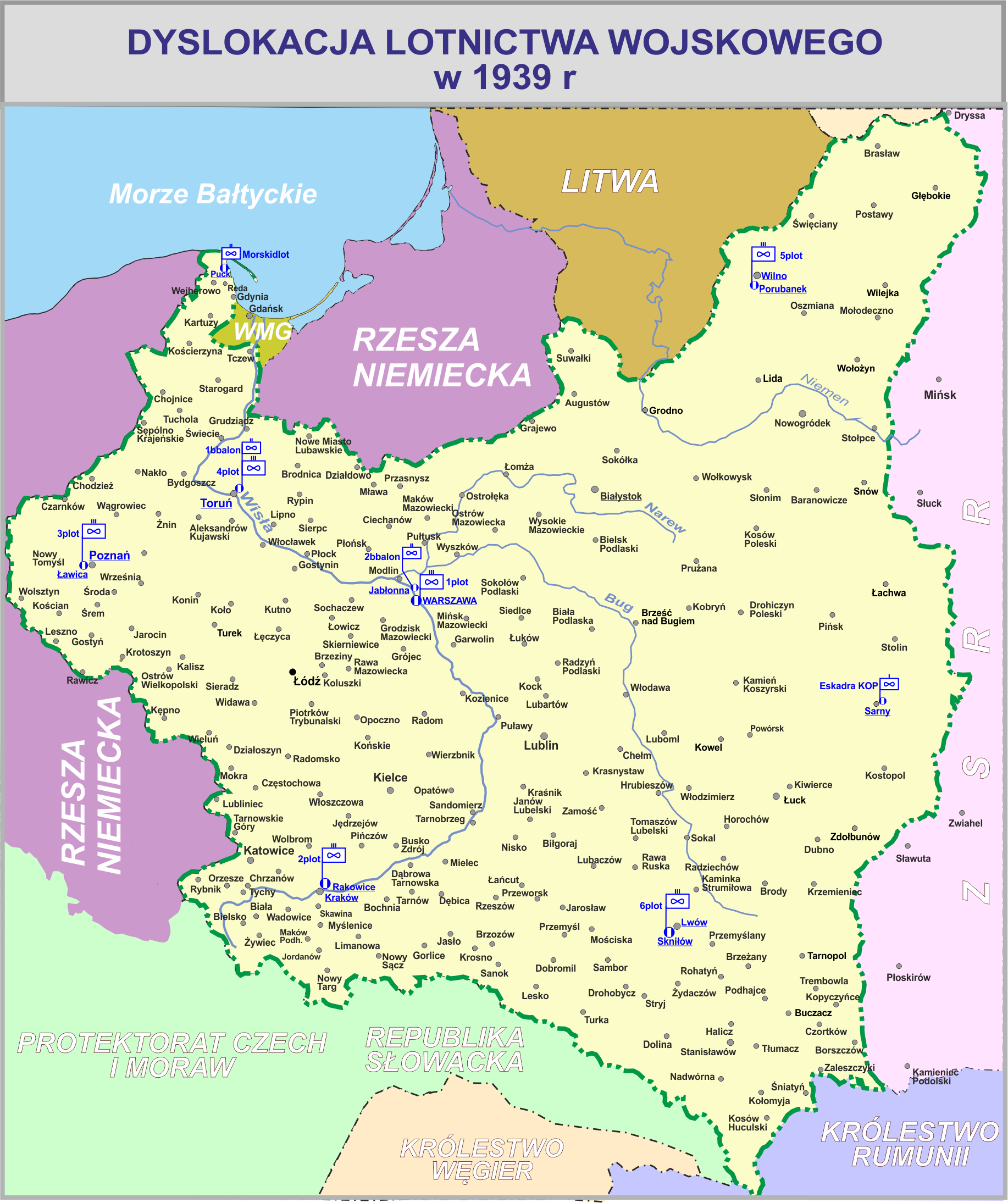

5 Pułk Lotniczy (5 plot.) – oddział lotnictwa Wojska Polskiego w II Rzeczypospolitej.
Święto pułkowe obchodzono w dniu 31 maja, w rocznicę wydania pierwszego rozkazu organizacyjnego 11 pułku myśliwskiego w 1925.

Litera identyfikacyjna na samolotach pułku „C”.

## Formowanie i zmiany organizacyjne
Zgodnie z koncepcją tworzenia „mieszanych” pułków lotniczych składających się z dywizjonów różnego rodzaju lotnictwa, rozkazem MSWojsk.BOO L.dz. 10717/tjn.Og.Org. z 14 lipca 1928  rozwiązano 11 pułk myśliwski, powołując w jego miejsce 5 pułk lotniczy. 
Wchodzące dotychczas w skład 11 pułku myśliwskiego eskadry dywizjonu myśliwskiego (113 i 114) zostały we wrześniu  włączone do 2 pułku lotniczego w Krakowie i przemianowane na 121 i 122 eskadrę myśliwską. W ich miejsce z Krakowa przybyły  do Lidy  23 i 24 eskadry II dywizjonu lotniczego, które to przemianowane zostały na 54 i 55 eskadrę. 
Na początku 1931 sformowany został w pułku dywizjon szkolny. Na jego dowódcę wyznaczony został mjr.pil. Stanisław Ratomski.
Jesienią 1932 odkomenderowano grupę personelu na lotnisko Porubanek w celu organizacji Wydzielonego Oddziału Lotniczego. W skład oddziału miały wejść między innymi 51 eskadra liniowa i 53 eskadra towarzysząca. Eskadrę towarzyszącą formowano w Wilnie, a liniową przesunięto z Lidy. Rozkazem MSWojsk. L.dz. 2446/tjn.Org. z 7 sierpnia 1933 Wydzielony Oddział Lotniczy przemianowano w Detaszowany Dywizjon Lotniczy. Dowodził nimi mjr.pil. Adam Kowalczyk. Tym samym rozkazem nakazano organizację  56 eskadry towarzyszącej.
Wiosną 1929 roku pułk został włączony w skład 1 Grupy Aeronautycznej.
W 1933 rozformowana została 54 eskadra liniowa.
Rozkazem MSWojsk.DDO L.dz. 4359 z 19 lipca 1937 rozwiązano detaszowany dywizjon lotniczy. W jego miejsce w 1938, na lotnisku Porubanek zorganizowany został III dywizjon myśliwski 5 pułku lotniczego, w składzie dwóch eskadr: 151 i 152. W tym też roku przesunięto eskadrę liniową z Porubanka do Lidy, natomiast eskadra towarzysząca pozostała w dotychczasowym miejscu, organizacyjnie podlegała dowódcy lotniska Porubanek, a taktycznie dowódcy 5 pułku lotniczego. W Lidzie sformowano kolejną eskadrę towarzyszącą. Umożliwiło to utworzenie IV/5 dywizjonu towarzyszącego. Dowódcą dywizjonu został mjr.pil. Julian Skrzat.
W tym czasie eskadry liniowe przezbrojone zostały w samoloty PZL-23 „Karaś”.
Z początkiem 1938 stosunki polsko-litewskie stały się bardzo napięte. W marcu konflikt graniczny spowodował, że polskie władze lotnicze nakazały skoncentrować na lotnisku Lida dywizjony liniowe, a na Porubanku zgrupowanie myśliwskie 1 pułku lotniczego. Koncentracja zakończona została 20 marca demonstracyjnym lotem polskich jednostek liniowych i myśliwskich wzdłuż granicy polsko-litewskiej.
Wiosną 1939 eskadra towarzysząca na Porubanku wymieniła  samoloty R-XIII na  RWD-14 „Czapla”.
Z chwilą ogłoszenia mobilizacji 24 sierpnia 1939, rozwiązany został 5 pułk lotniczy, a działalność podjęła Baza nr 5 na czele której stanął mjr tech. Kazimierz Górski.
W trakcie mobilizacji rozformowano 59 eskadrę towarzyszącą, a 55 eskadra liniowa przemianowana została na 55 samodzielną eskadrę bombową.

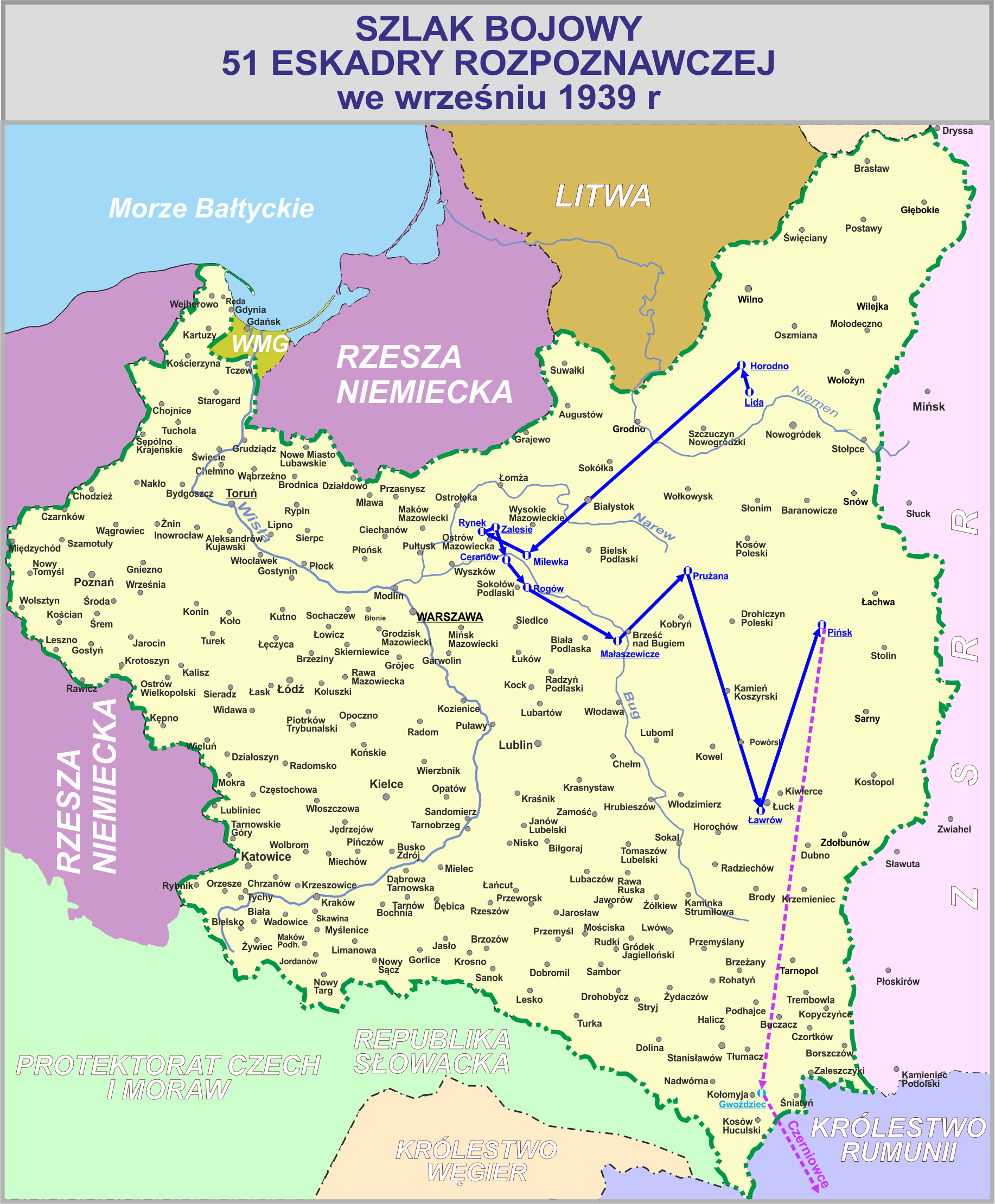

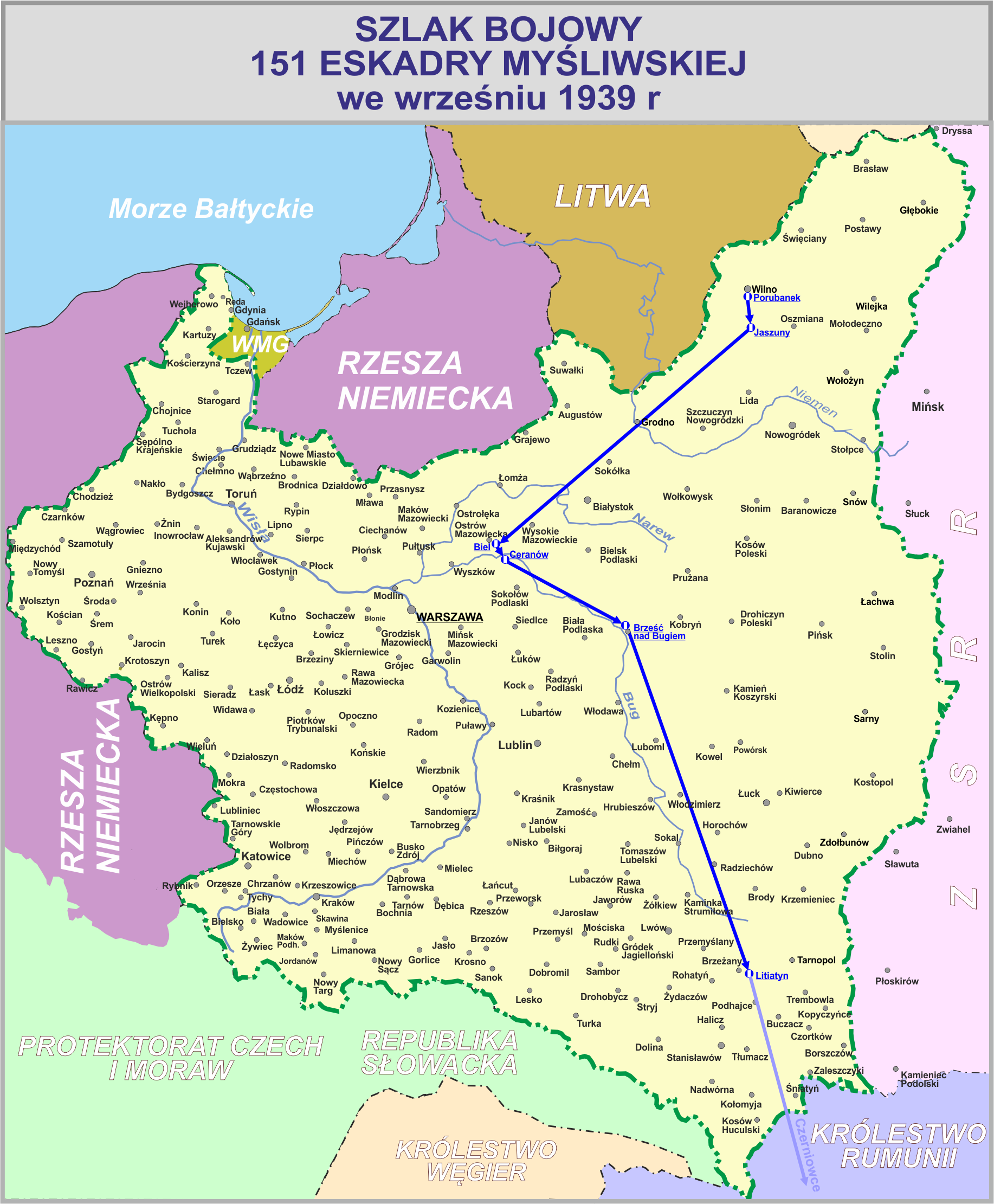

## Struktura organizacyjna pułku
| Lata      | Dywizjony                  | Eskadry                      | Numery samolotów |
| --------- | -------------------------- | ---------------------------- | ---------------- |
| 1930      |                            | 51 eskadra liniowa           |                  |
| 1930      | 52 eskadra liniowa         |                              |                  |
| 1930      | 54 eskadra liniowa         |                              |                  |
| 1930      | 55 eskadra liniowa         |                              |                  |
| 1930      | 53 eskadra towarzysząca    |                              |                  |
| 1936      |                            | 51 eskadra liniowa           |                  |
| 1936      | 55 eskadra liniowa         |                              |                  |
| 1936      | 53 eskadra towarzysząca    |                              |                  |
| 1936      | 56 eskadra towarzysząca    |                              |                  |
| 1937      |                            | 51 eskadra liniowa           |                  |
| 1937      | 55 eskadra liniowa         |                              |                  |
| 1937      | III/5 dywizjon myśliwski   | 151 eskadra myśliwska        |                  |
| 1937      | III/5 dywizjon myśliwski   | 152 eskadra myśliwska        |                  |
| 1937      | 53 eskadra towarzysząca    |                              |                  |
| 1937      | 56 eskadra towarzysząca    |                              |                  |
| 1937      | 59 eskadra towarzysząca    |                              |                  |
| VIII 1939 |                            | 51 eskadra liniowa           |                  |
| VIII 1939 | 55 eskadra liniowa         |                              |                  |
| VIII 1939 | III/5 dywizjon myśliwski   | 151 eskadra myśliwska        |                  |
| VIII 1939 | III/5 dywizjon myśliwski   | 152 eskadra myśliwska        |                  |
| VIII 1939 | IV/5 dywizjon towarzyszący | 53 eskadra towarzysząca      |                  |
| VIII 1939 | IV/5 dywizjon towarzyszący | 56 eskadra towarzysząca      |                  |
| VIII 1939 | IV/5 dywizjon towarzyszący | 59 eskadra towarzysząca      |                  |
| VIII 1939 | Baza 5 pułku lotniczego    | lotniczy plaplot             |                  |
| VIII 1939 | Oddział portowy            | pluton wartowniczy (cywilny) |                  |
| VIII 1939 | Oddział portowy            | straż pożarna (cywilna)      |                  |
| VIII 1939 | lotniczy plaplot           |                              |                  |
| VIII 1939 | eskadra treningowa         |                              |                  |
| VIII 1939 | eskadra szkolna            |                              |                  |

24 sierpnia 1939, w trakcie mobilizacji alarmowej, przeprowadzone zostały następujące zamierzenia organizacyjne:
- rozformowany 5 pułk lotniczy, dowództwo IV/5 dywizjonu towarzyszącego i 59 eskadra towarzysząca, a pozostałe pododdziały uzupełnione do etatów wojennych,
- na bazie 5 pułku lotniczego utworzona Baza Lotnicza nr 5,
- 51 eskadra liniowa przemianowana na 51 eskadrę rozpoznawczą i podporządkowana dowódcy lotnictwa SGO „Narew”,
- 55 eskadra liniowa przemianowana na 55 samodzielną eskadrę bombową i podporządkowana dowódcy Brygady Bombowej,
- 53 eskadra towarzysząca przemianowana na 53 eskadrę obserwacyjną i podporządkowana dowódcy lotnictwa Armii „Modlin”,
- 56 eskadra towarzysząca przemianowana na 56 eskadrę obserwacyjną i podporządkowana dowódcy lotnictwa Armii „Karpaty”,
- Dowództwo III/5 dywizjonu myśliwskiego i 152 eskadra myśliwska podporządkowane dowódcy lotnictwa Armii „Modlin”,
- 151 eskadra myśliwska podporządkowana dowódcy lotnictwa SGO „Narew”.

Rzut kołowy Bazy Lotniczej nr 5 został ewakuowany do Grodna, gdzie w dniach 20-21 września 1939 uczestniczył w obronie miasta przed Armią Czerwoną.

## Żołnierze pułku
Dowódcy pułku
- płk pil. Piotr Abakanowicz (VII 1928 – I 1930)
- płk pil. Wacław Iwaszkiewicz (I 1930 – X 1936)
- płk pil. Jerzy Garbiński (X 1936 – VIII 1939)

Zastępcy dowódcy
- ppłk tyt. płk pil. Adam II Zaleski (XI 1925[7] – †12 VII 1926[8])

### Żołnierze pułku – ofiary zbrodni katyńskiej
Biogramy zamordowanych znajdują się na stronie internetowej Muzeum Katyńskiego
| Nazwisko i imię     | stopień   | zawód   | miejsce pracy przed mobilizacją  | zamordowany |
| ------------------- | --------- | ------- | -------------------------------- | ----------- |
| Dembicki-Jaxa Józef | porucznik | prawnik | wiceprezes Sądu Okr. w Warszawie | Katyń       |

## Odznaka pułkowa i znaki na samolotach

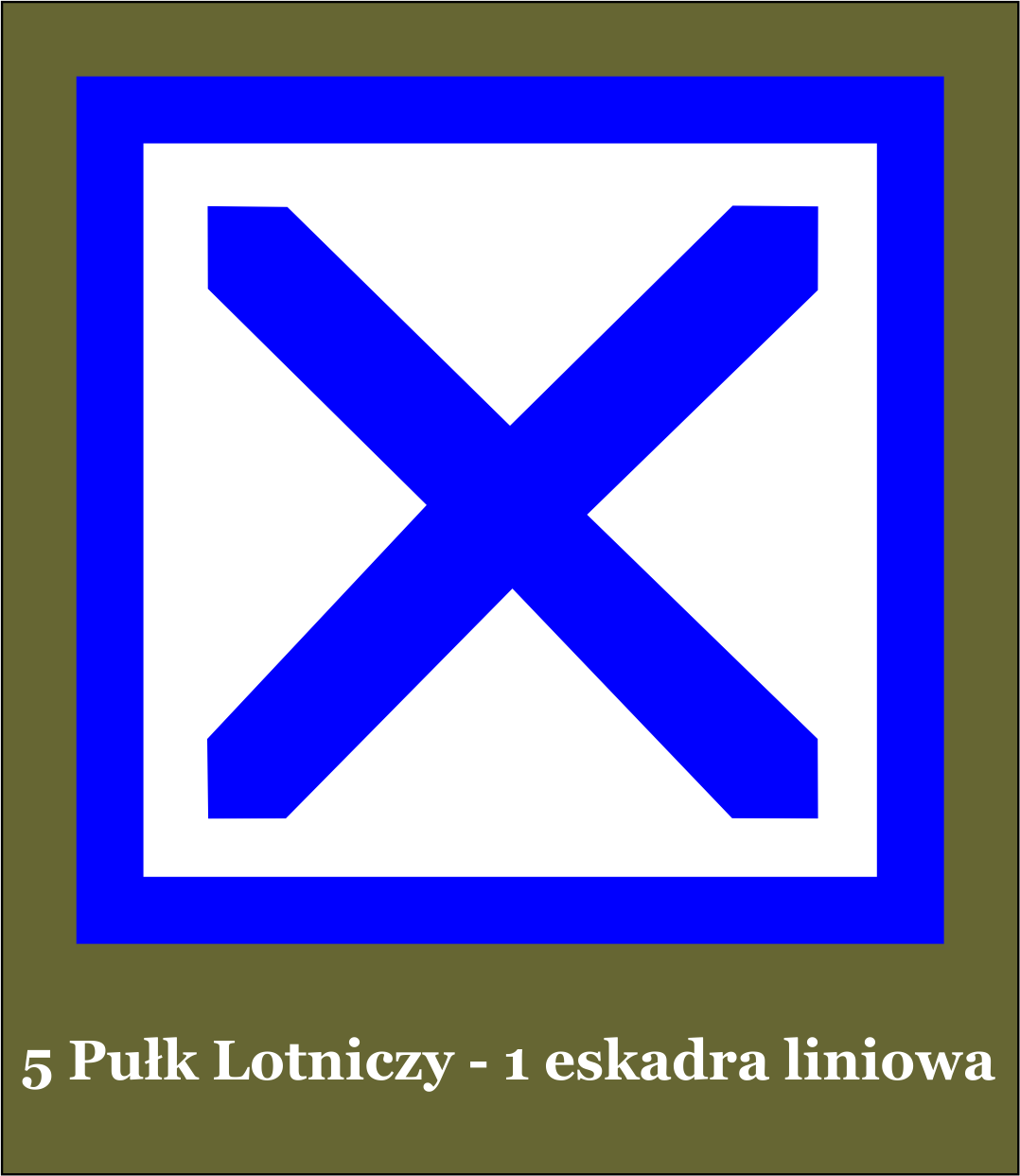
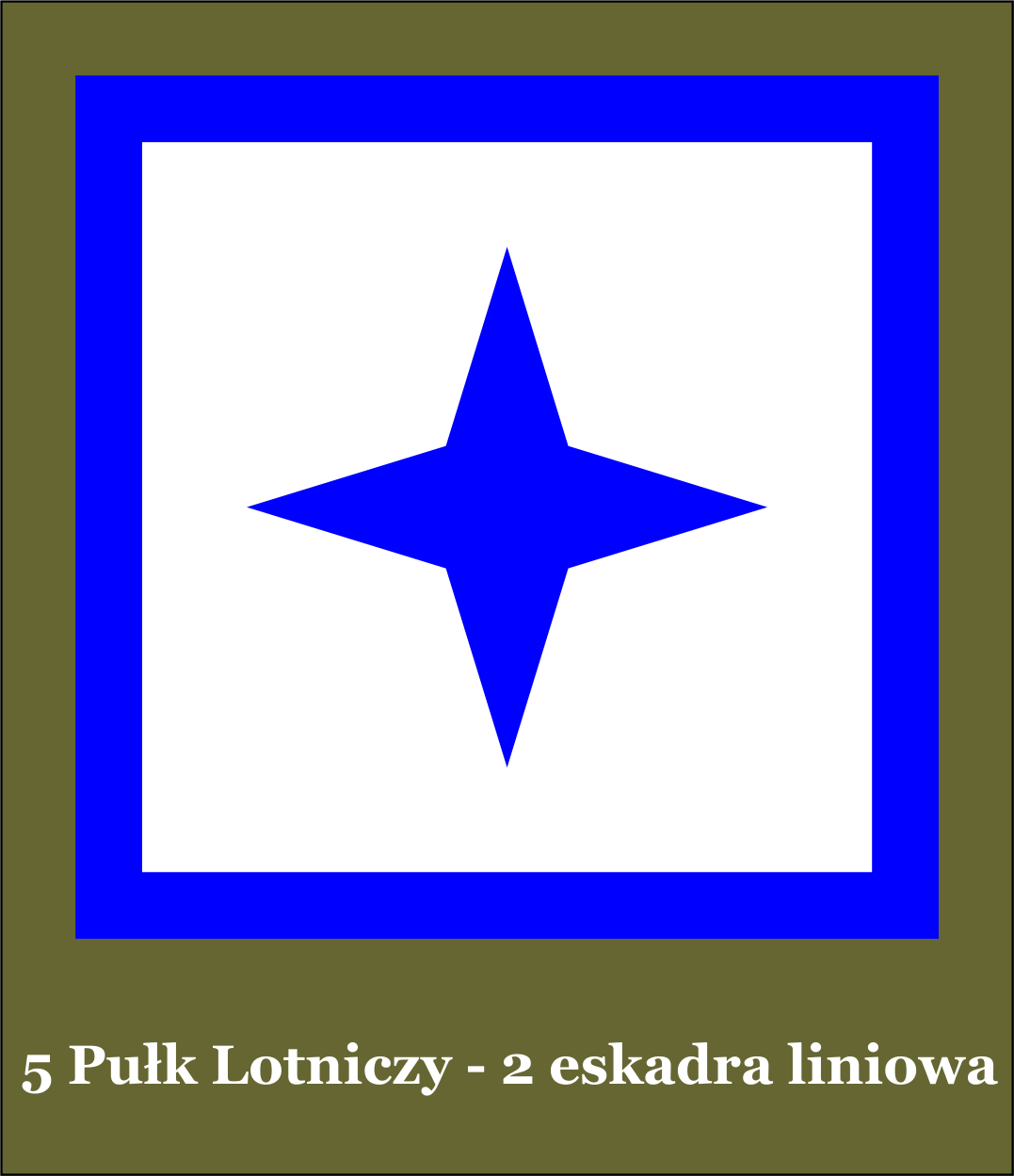
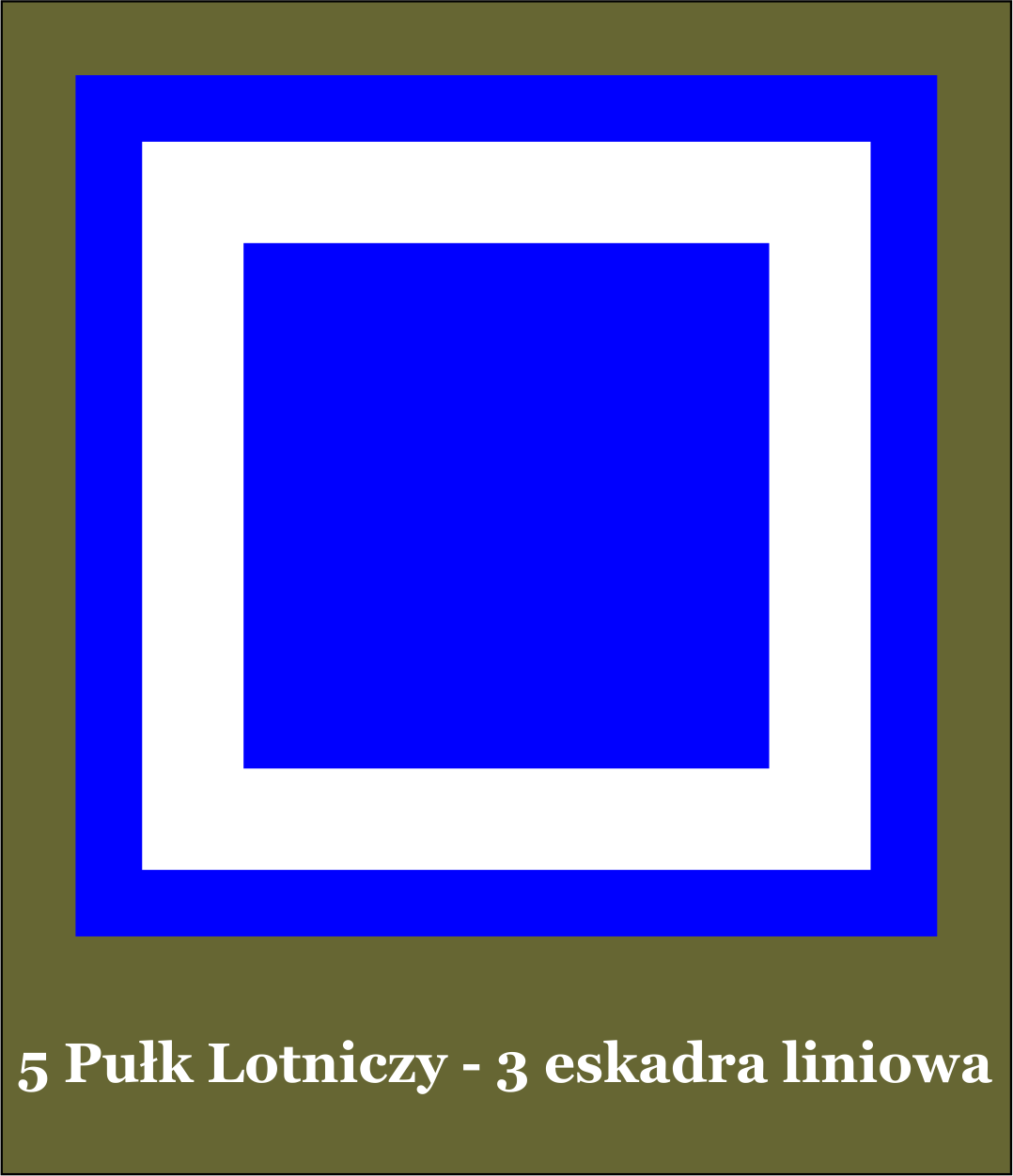
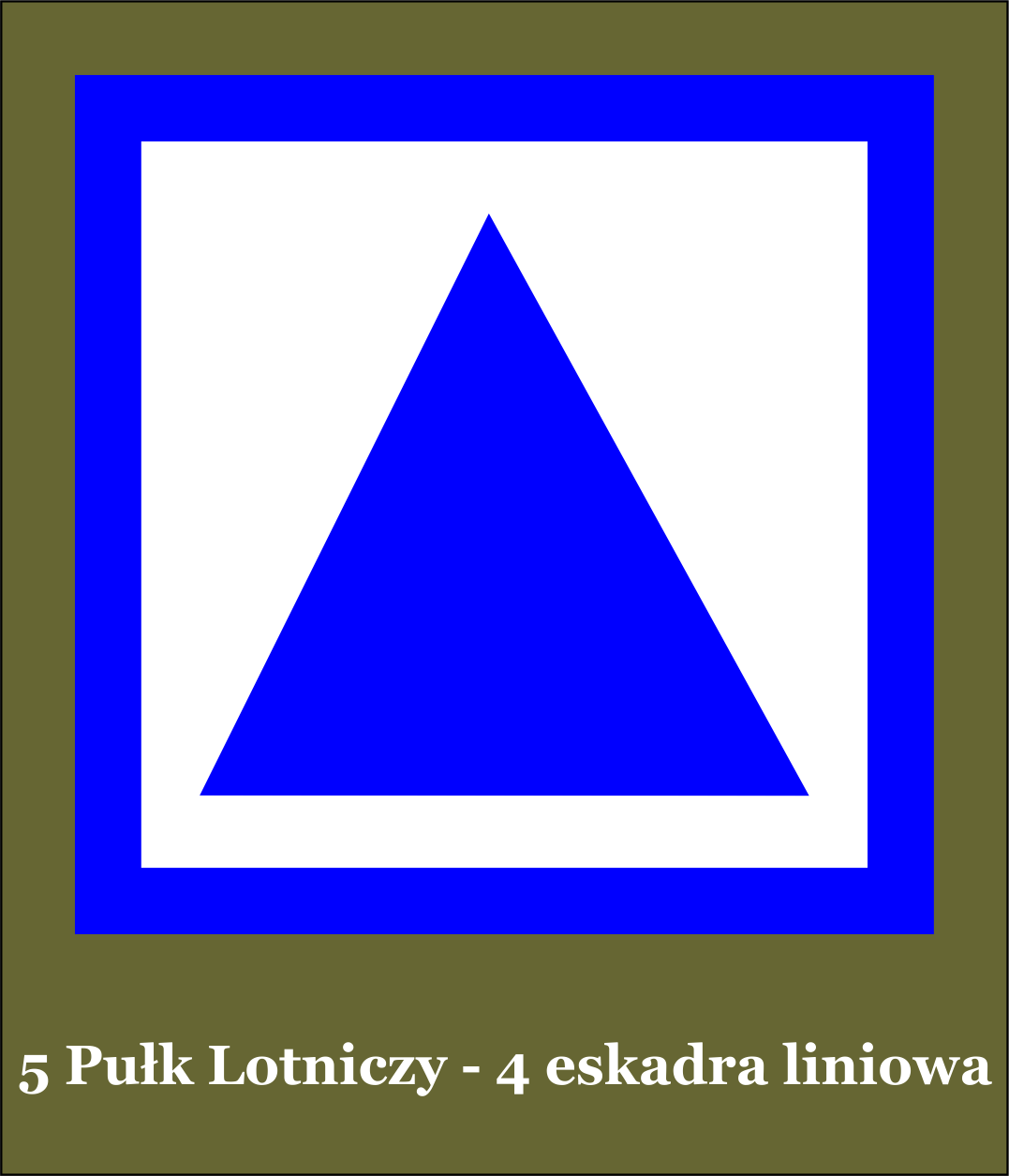
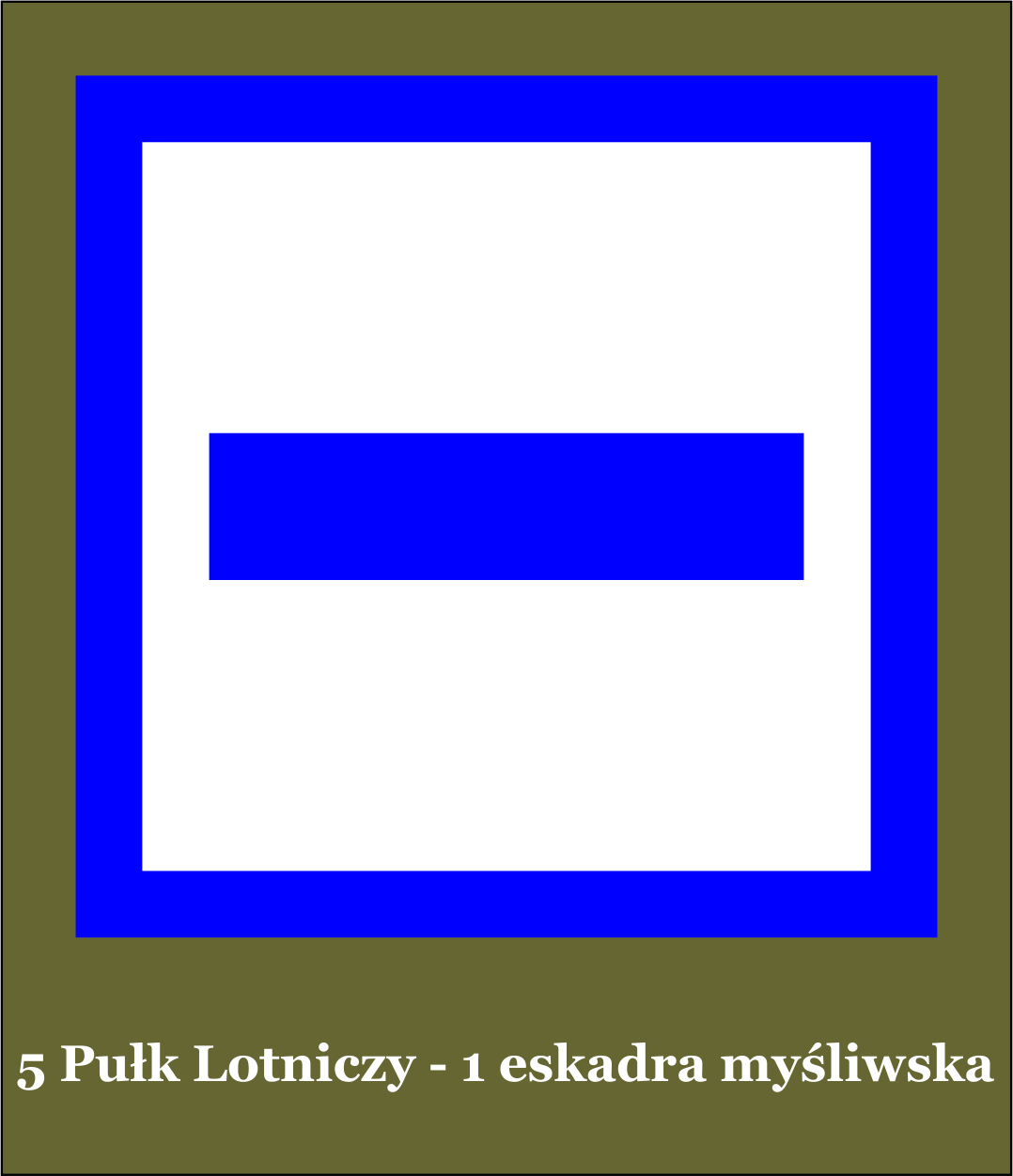
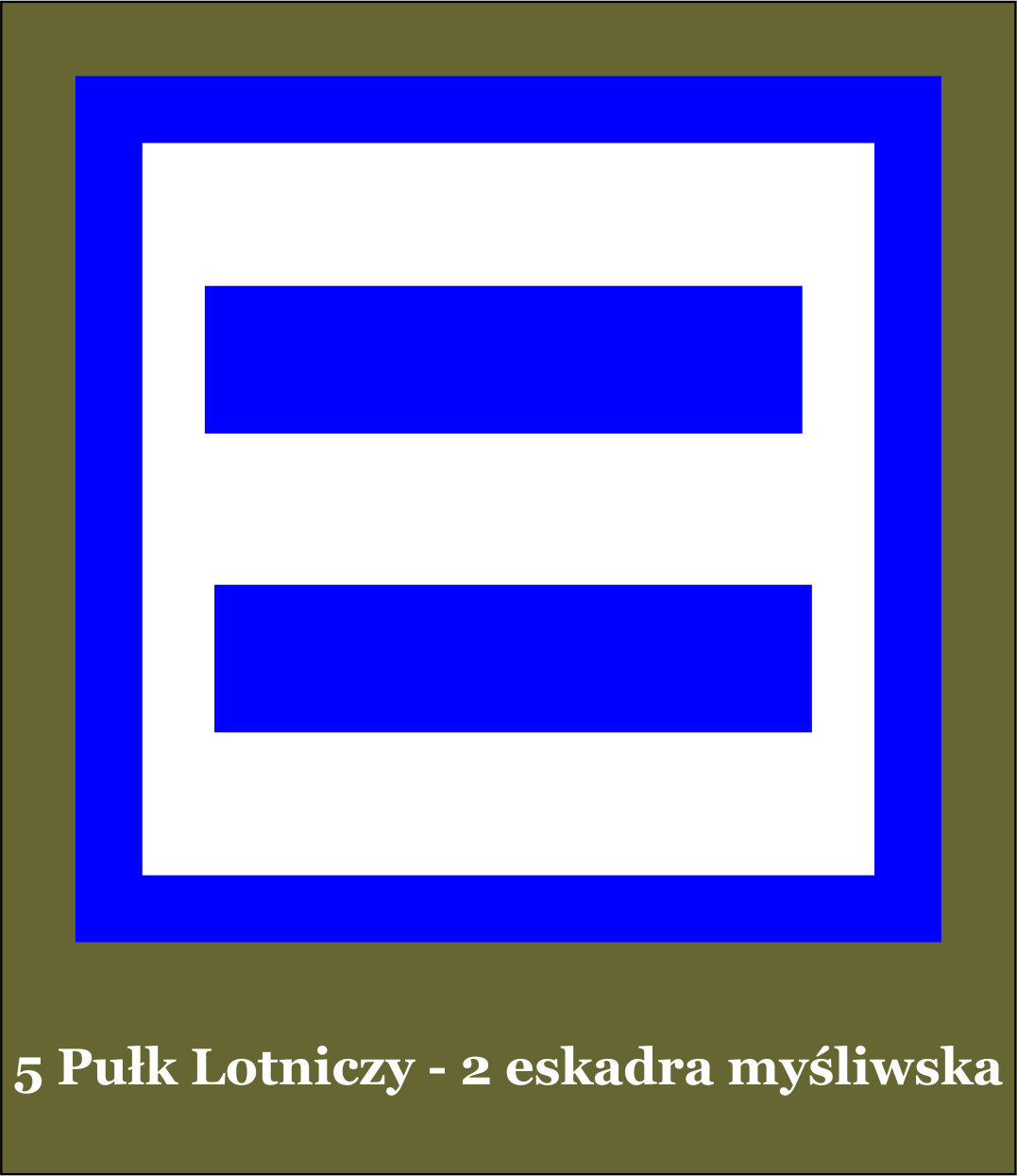
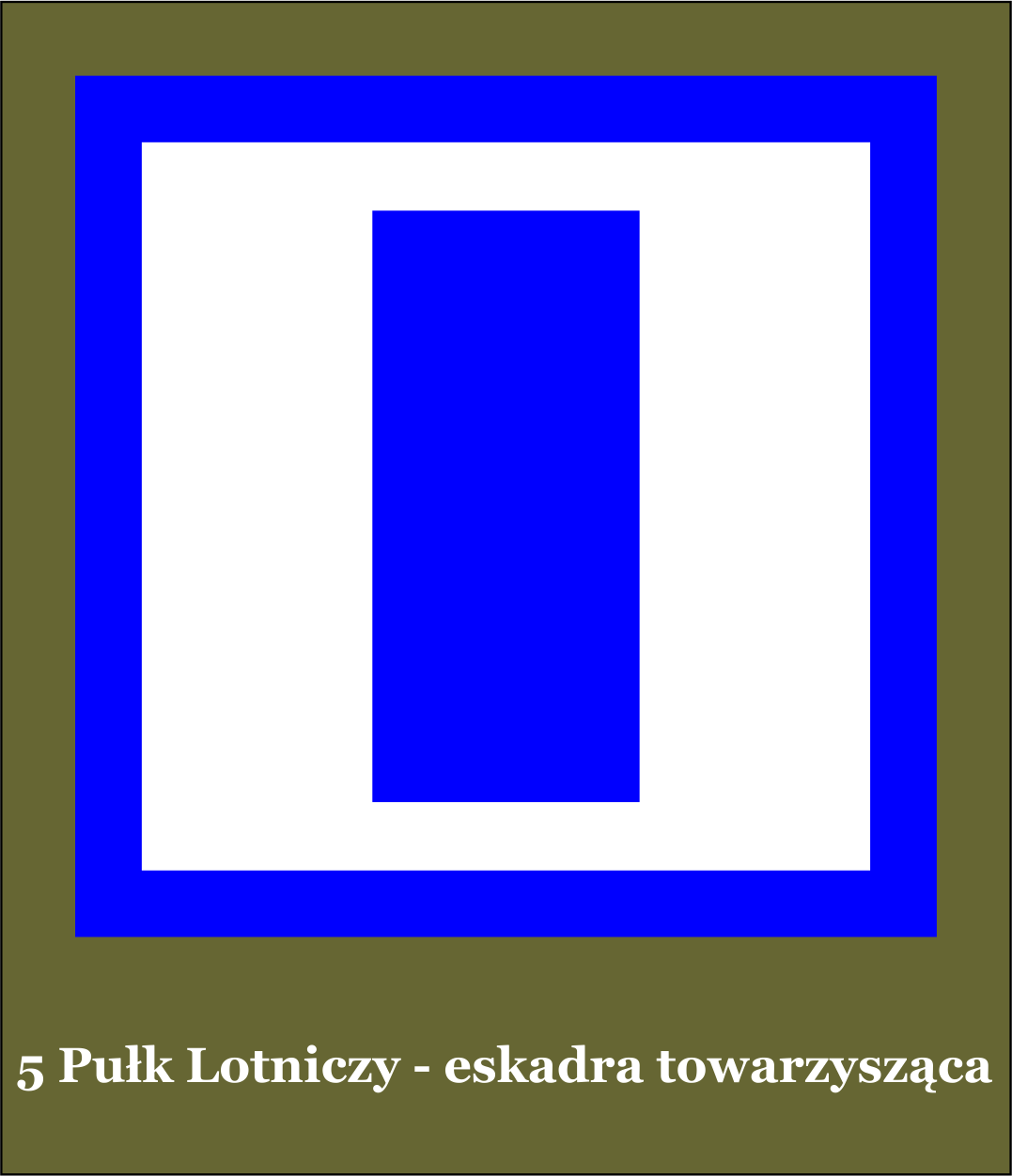

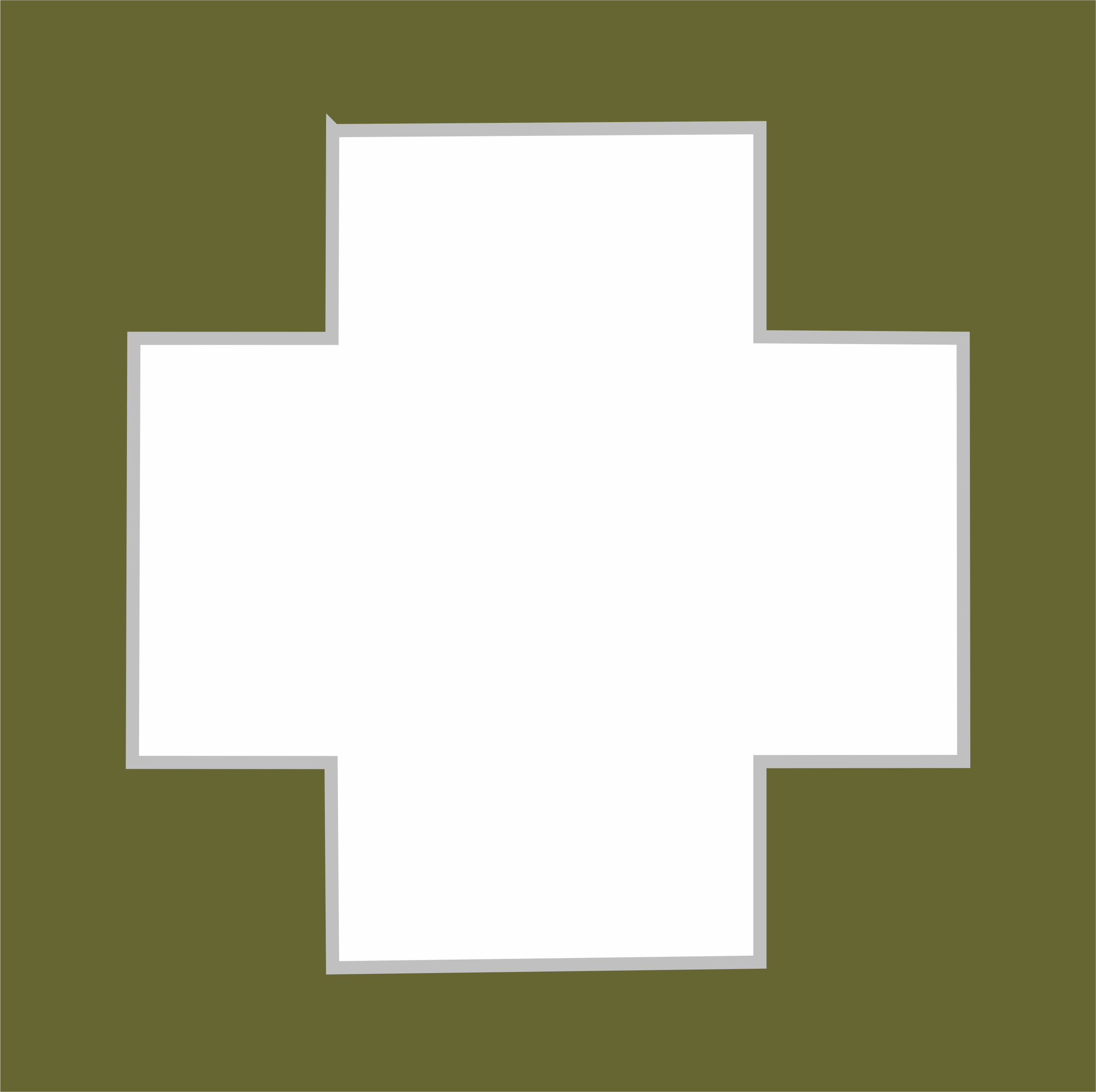
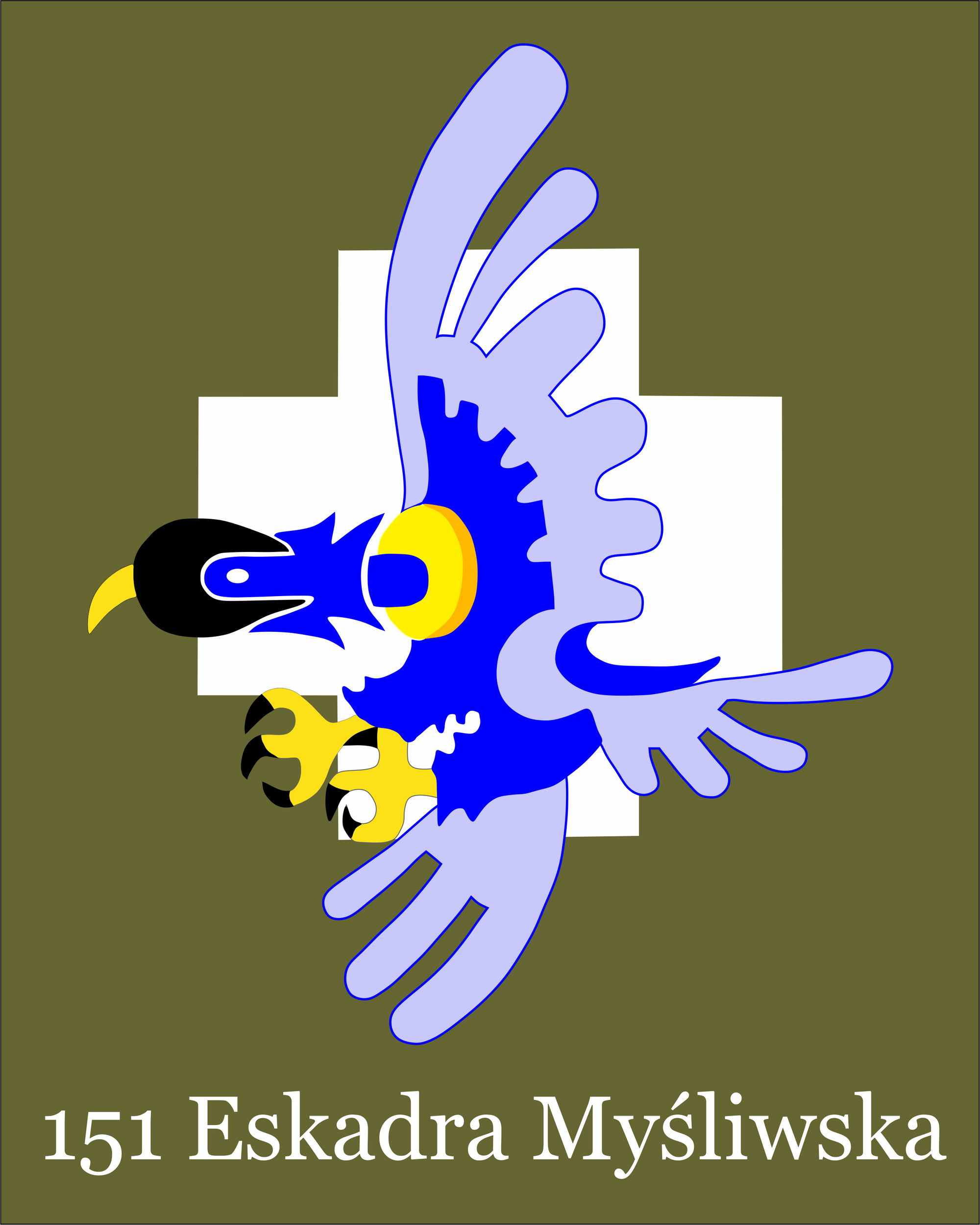
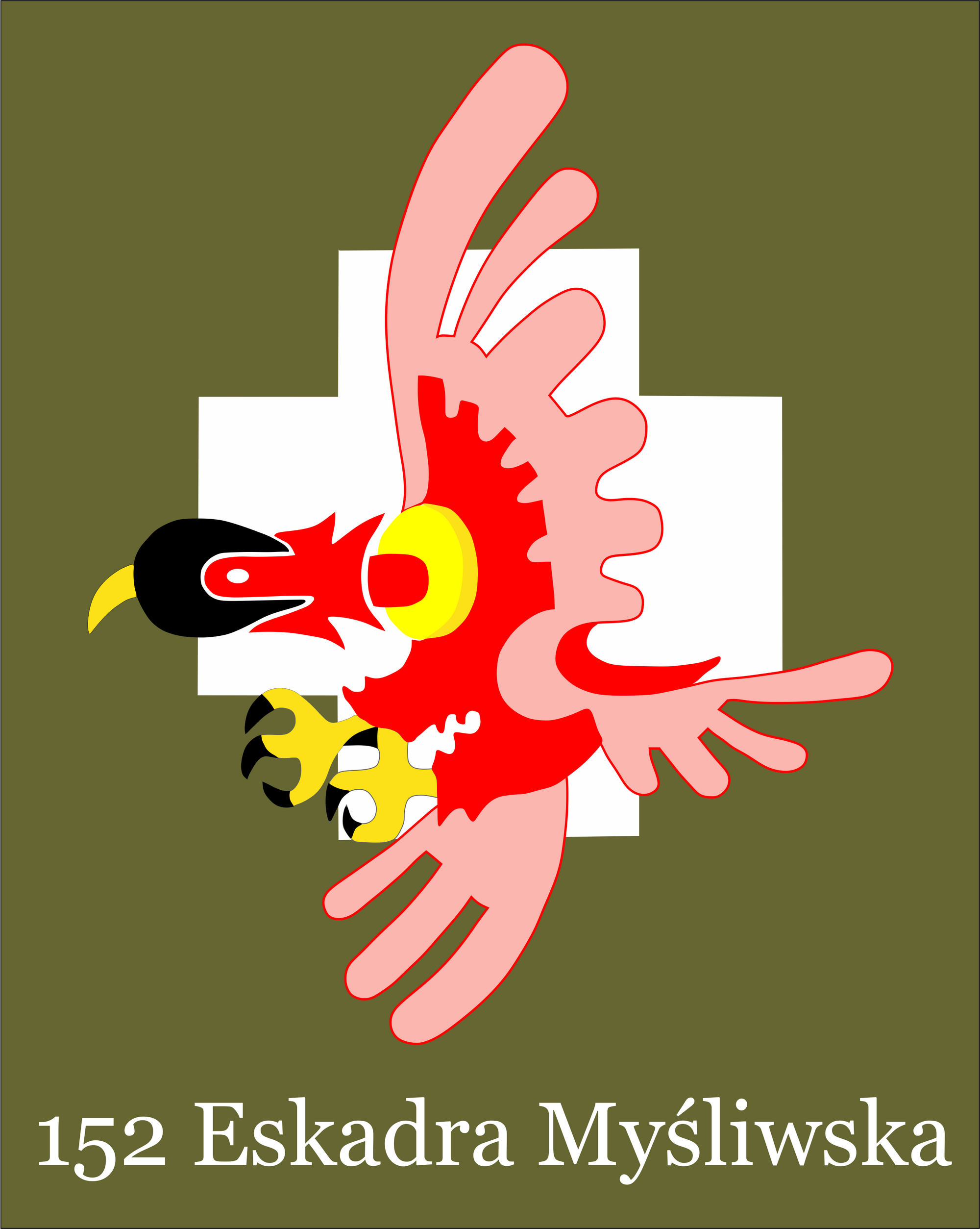
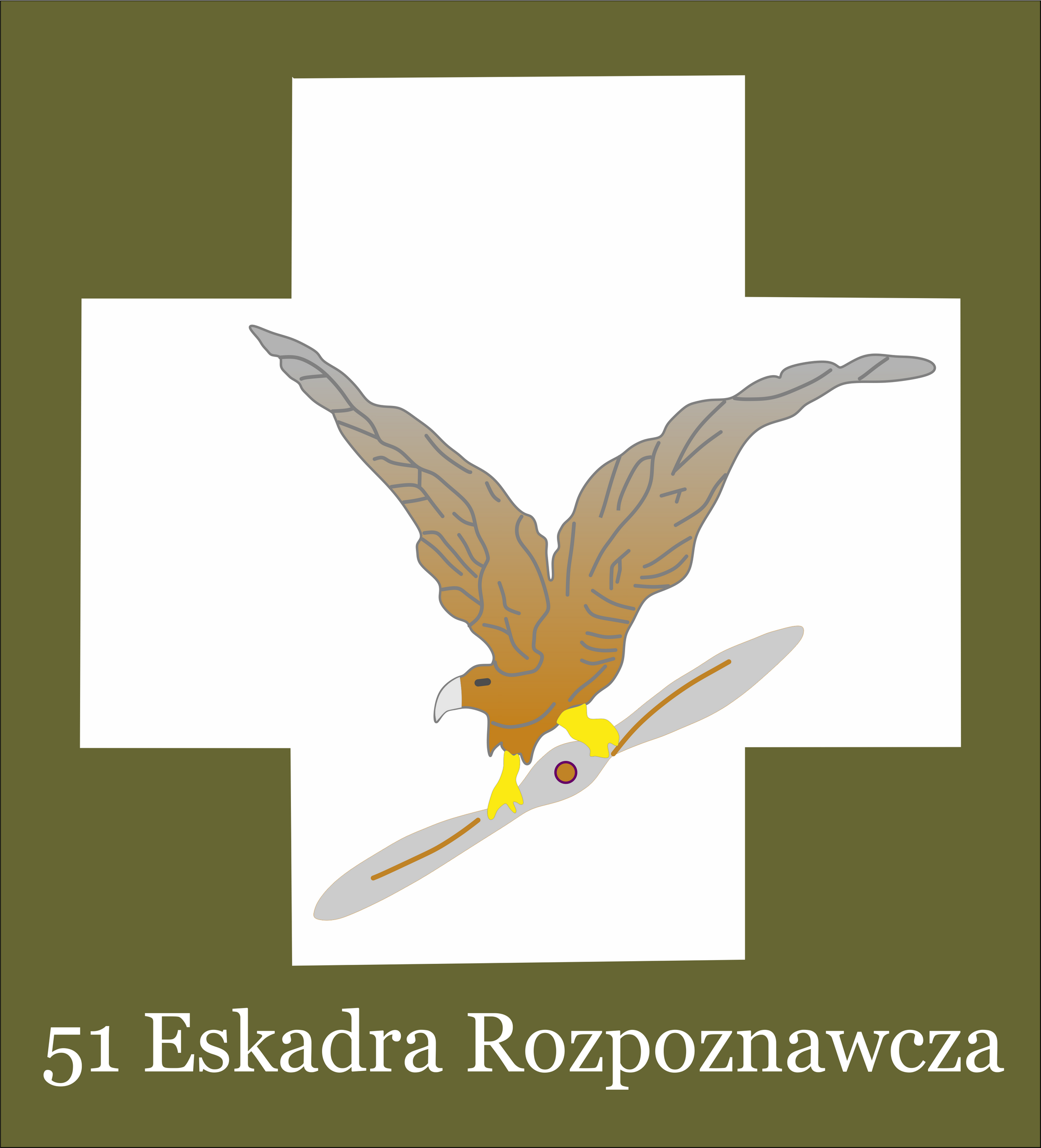
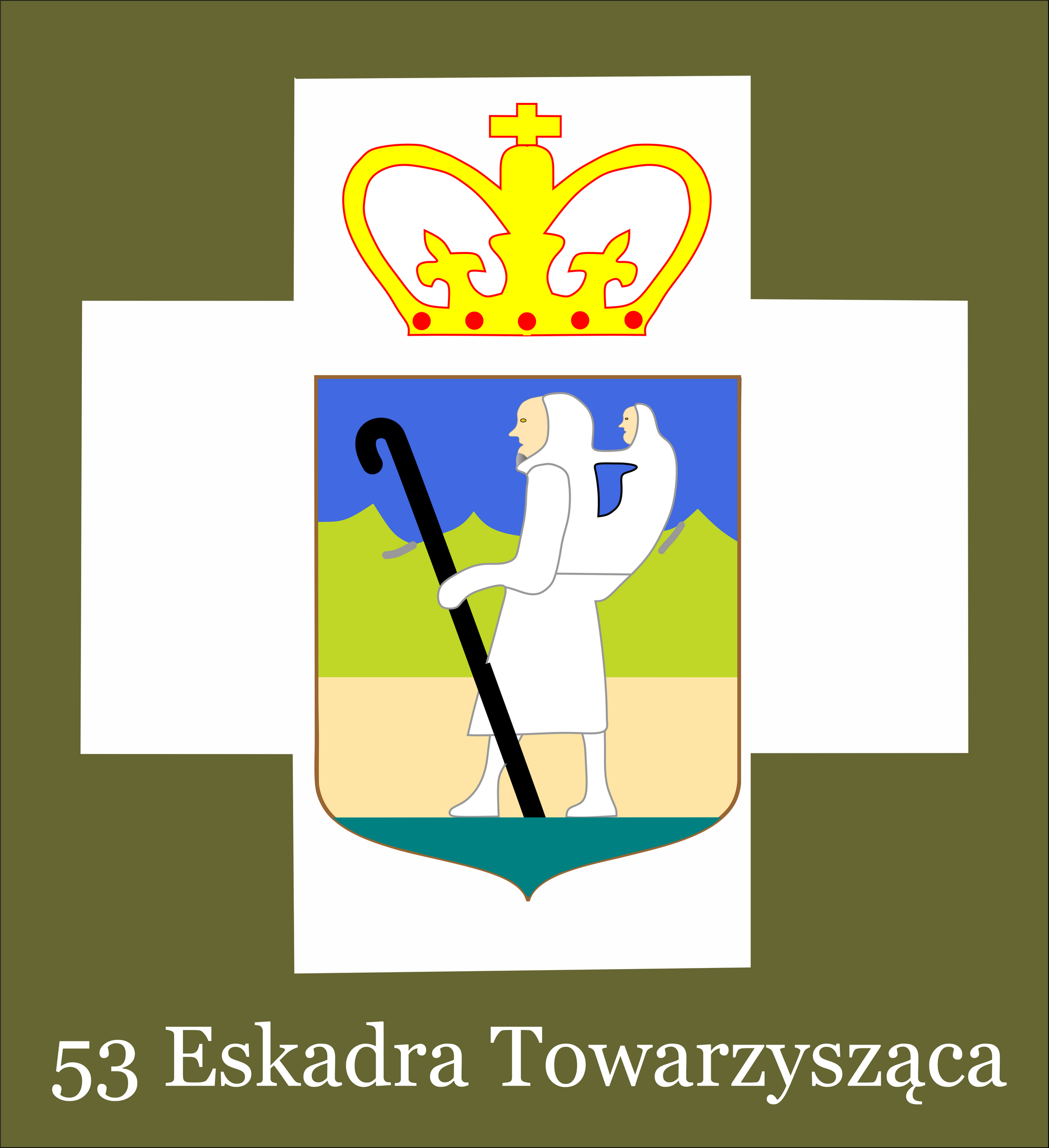
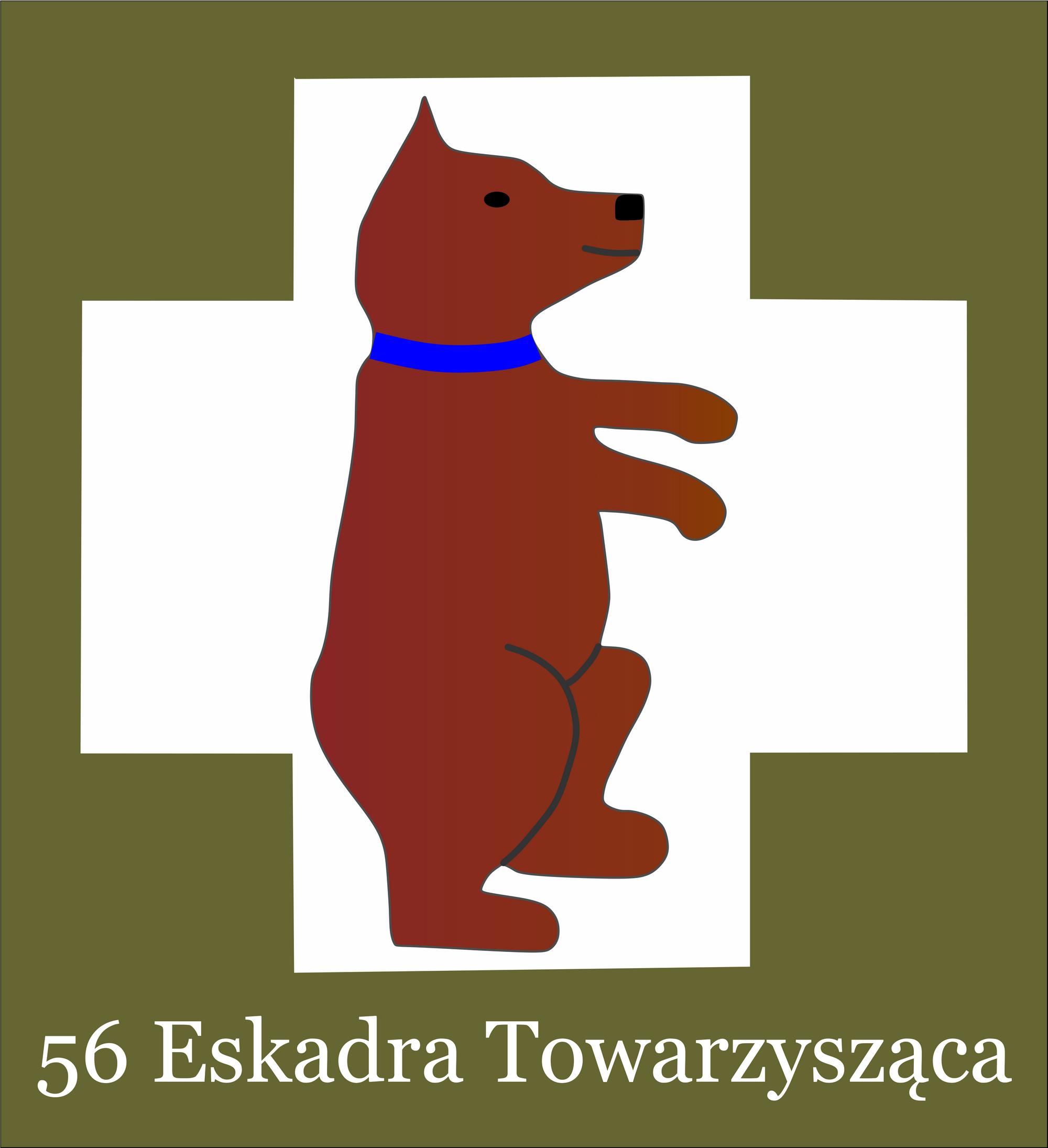
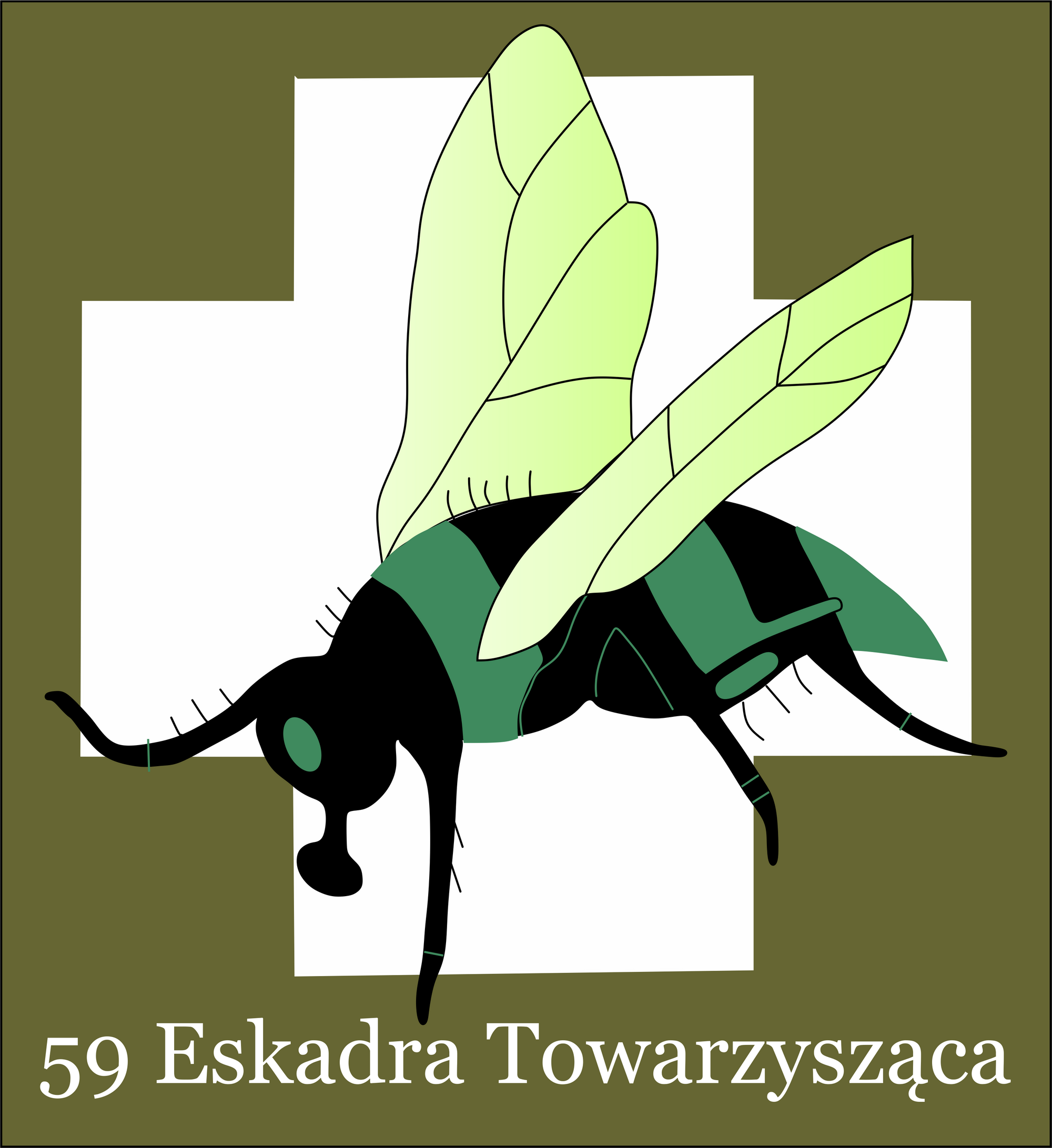
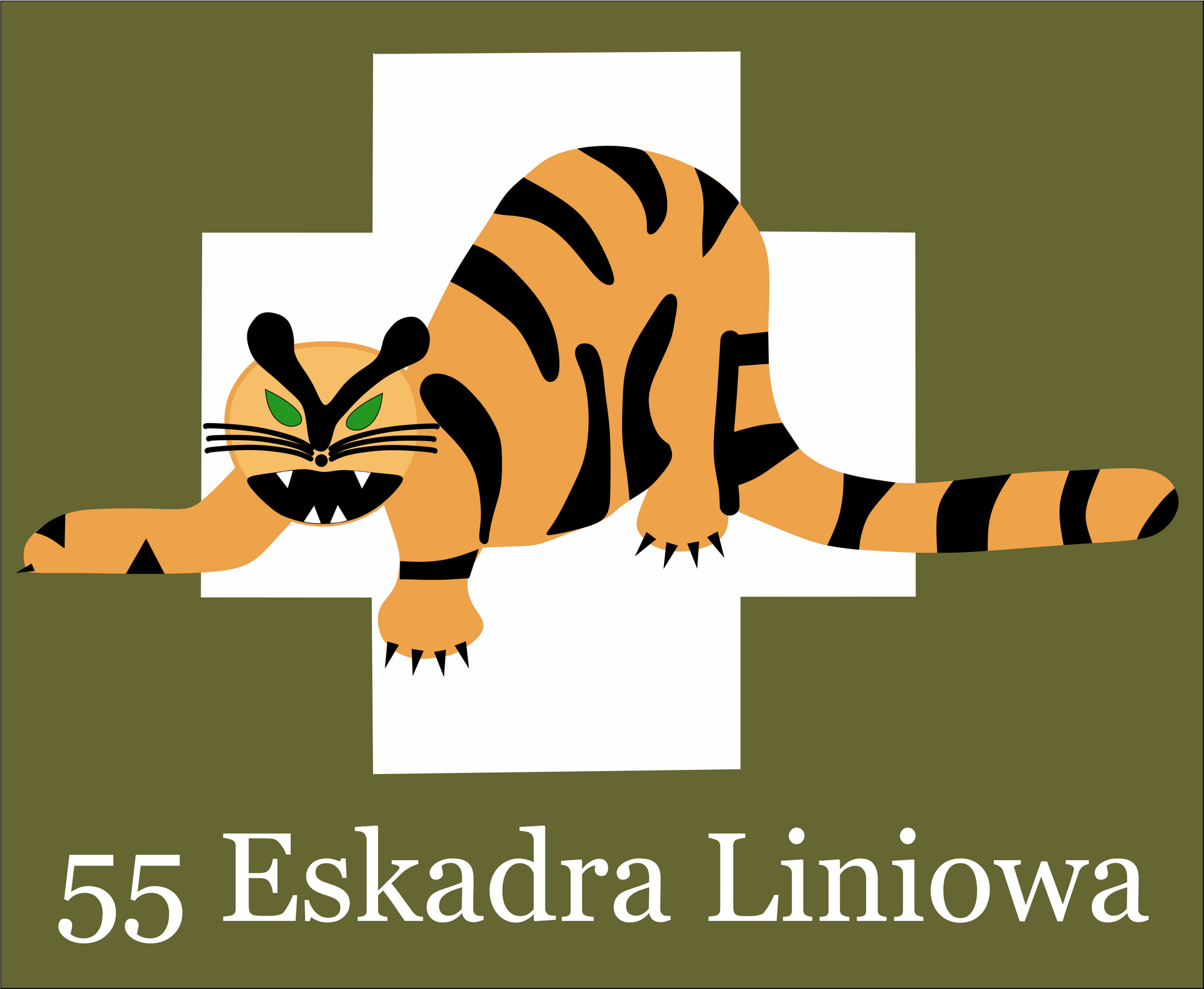

Odznaka zatwierdzona została w dzienniku Rozkazów MSWojsk. nr 4, poz. 40 z 10 marca 1936.
Stanowi ją stylizowany srebrny krzyż wpisany w koło koloru srebrnego. Na rum nałożony centrycznie biało – czerwono emaliowany samolot z numerem „11” na sterach. Samolot opleciony jest złotą cyfrą 5.
Wersje
- żołnierska –lakierowana lub bez lakieru

Znaki na samolotach pułku w latach 1927 – 1932
Regulaminowe tło pod godło eskadr 5 pułku lotniczego obowiązujące od 1932 i godła „zwierzęce” eskadr
Umieszczane pod skrzydłem litery identyfikacyjne 5 pułku lotniczego lub 